# Туран (городское поселение)
Город Туран — административно-территориальная единица (город кожуунного (районного) подчинения) и муниципальное образование со статусом городского поселения в Пий-Хемском кожууне Тывы Российской Федерации.
Административный центр — город Туран.

## Население
| 2017 | 2018  |
| ---- | ----- |
| 5670 | ↘5641 |

## Состав
| № | Населённый пункт | Тип населённого пункта        | Население    |
| - | ---------------- | ----------------------------- | ------------ |
| 1 | Билелиг          | арбан                         | ↘105 (2010)  |
| 2 | Найырал          | арбан                         | ↘401 (2010)  |
| 3 | Туран            | город, административный центр | ↗5044 (2021) |
| 4 | Шивилиг          | арбан                         | ↘208 (2010)  |